# 마이우랑 미지티
마이우랑 미지티(중국어 간체자: 买乌郎·米吉提, 정체자: 買烏郎·米吉提, 병음: Mǎiwūláng Mǐjítí, 한자음: 매오랑·미길제, 2004년 2월 28일~), 또는 메우란 미지트는 중화인민공화국의 축구 선수로 포지션은 공격형 미드필더이다. 위구르족으로 현재 중국 슈퍼리그의 산둥 타이산에서 활동하고 있다.

## 어린 시절
2004년 신장 위구르 자치구 훠청현에서 태어난 위구르족인 미지티는 중국 슈퍼리그의 산둥 타이산 유소년팀에 입단하며 축구 선수 경력을 시작했다. 그는 2019년 U-15 전국 유소년 슈퍼리그에 참가했고 해당 대회에서 같은 구단 소속 허샤오커와 함께 각각 7득점을 기록하며 대회 공동 득점왕으로 선정되었다.

## 구단 경력
미지티는 2022년 중국 슈퍼리그 2022에 참가하는 산둥 타이산의 1군에 포함되었고 선발 선수들의 부상으로 인해 2022년 12월 15일 산둥 타이산이 광저우 FC에 4대 2로 승리한 중국 슈퍼리그 경기에 선발 출전하며 프로 데뷔전을 가졌다. 그는 이 경기에서 전반 3분 모이세스 리마 마갈량이스에 도움을 제공하며 구단의 선제골에 기여했다. 12월 19일 그는 산둥 타이산이 선전 FC에 8대 0으로 승리한 경기에서 후반 88분 천푸와 교체되어 경기에 투입되었다.
2023년 6월 24일 미지티는 산둥 타이산이 둥관 관롄에 6대 1로 승리한 2023년 중국 FA컵 3회전에서 산둥 타이산 소속으로 첫 번째 득점을 기록했다. 2023년 9월 19일 미지티는 산둥 타이산과 카야 FC 일로일로와의 AFC 챔피언스리그 원정경기에서 후반 90분 쑹룽과 교체되어 경기에 출전하면서 AFC 챔피언스리그에 데뷔했다.
2024년 4월 15일 중국 슈퍼리그 2024 경기에서 미지티는 상하이 하이강과 산둥 타이산의 경기에서 선발로 출전해 63분까지 뛰고 교체되었다. 그는 9월 28일 산둥 타이산이 선전 신 펑청 FC에 4대 1로 승리한 원정경기에서 중국 슈퍼리그에서의 첫 번째 득점을 기록했다.

## 국가대표팀 경력
2023년 2월 미지티는 2023년 AFC U-20 아시안컵에 출전하는 중국 U-20 축구 국가대표팀에 발탁되었다. 3월 12일 그는 중국 U-20 대표팀과 대한민국 U-20 축구 국가대표팀과의 U-20 아시안컵 8강전에서 추가 시간에 후허타오와 교체되어 경기에 출전했다.
미지티는 2025년 1월 3일 하이커우시에서 10일 동안 진행된 중국 축구 국가대표팀 훈련 캠프에 소집되며 중국 대표팀에 처음으로 발탁되었다. 그는 소집 당시 바이허라무 아부두와이리, 우미티장 위쑤푸 외에 대표팀에 선발된 세 명의 신장 위구르 자치구 출신 선수들 중 한 명이었다.